# Cassandra Fedele
Cassandra Fedele född 1465, död 1558, var en italiensk brevskrivare och lärd. Hon tillhörde de kvinnor som blev berömda på grund av sin lärdom under en tid när detta uppfattades som anmärkningsvärt hos en kvinna, och som framhölls som ideal i uppslagsverk långt efter sin död.